# Senetea
Senetea (węg. Szenéte) – wieś w Rumunii, w okręgu Harghita, w gminie Suseni. W 2011 roku liczyła 11 mieszkańców.